# Stenanona hondurensis
Stenanona hondurensis är en kirimojaväxtart som beskrevs av G. E. Schatz, F. G. Coe och Paulus Johannes Maria Maas. Stenanona hondurensis ingår i släktet Stenanona och familjen kirimojaväxter. Inga underarter finns listade i Catalogue of Life.